# Artritis reumatoide
L'artritis reumatoide (AR) és una malaltia sistèmica autoimmunitària, caracteritzada pel fet de provocar inflamació crònica de les articulacions, que en produeix una destrucció progressiva amb diferents graus de deformitat i incapacitat funcional. A vegades, el seu comportament és extraarticular: pot causar lesions en cartílags, ossos, tendons i lligaments de les articulacions i pot afectar diversos òrgans i sistemes, com ara els ulls, pulmons, cor, pell o vasos. La febre i la baixa energia també poden estar presents.
Els objectius del tractament són reduir el dolor, disminuir la inflamació i millorar el funcionament general de la persona. Això pot ajudar-se equilibrant el descans i l'exercici, l'ús d'ortesis, o l'ús de dispositius assistencials. Els medicaments per al dolor, els glucocorticoides i els AINE s'usen sovint pel tractament. Els fàrmacs antireumàtics modificadors de la malaltia (FAMM), com la hidroxicloroquina i el metotrexat, es poden utilitzar per intentar frenar la progressió de la malaltia. Es poden utilitzar FAMM biològics quan la malaltia no respon a altres tractaments.

## Epidemiologia
Variació entre gèneres: raó home/dona d'1/3 aproximadament, per la influència dels estrogens.

## Etiologia
Els estudis epidemiològics mostren una concordança bastant baixa d'AR en els bessons homozigòtics (12-15%); en qualsevol cas, és més elevada que en heterozigots (3-5%).

### Factors ambientals
- Gènere femení: donat que els estrògens intervenen en la patogènesi, inhibint els limfòcits T inhibidors i estimulant els limfòcits T col·laboradors o facilitadors.
- Tabaquisme: per causa desconeguda, amb una oportunitat relativa d'1,5 (més en pacients amb epítop compartit).
- Infeccions: com a factor potencialment desencadenant. En concret:
  - Infeccions bacterianes: Proteus mirabilis.
  - Infeccions per micoplasmes.
  - Infeccions virals: virus de l'hepatitis B, parvovirus B19, retrovirus, virus d'Epstein-Barr.

## Diagnosi

### Imatges

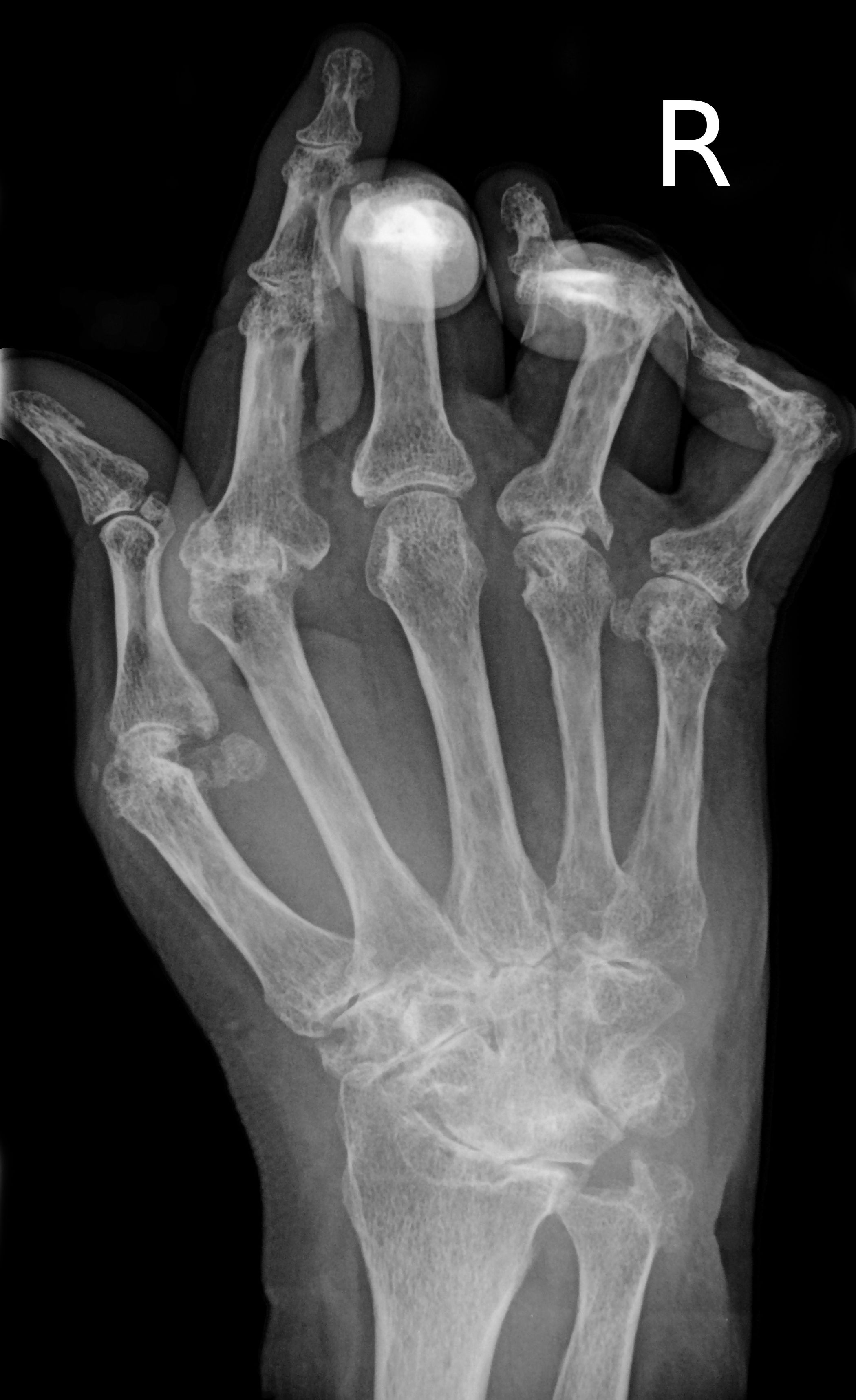
Radiografia de la mà en l'artritis reumatoide avançada.

Les radiografies de mans i peus es realitzen habitualment. En l'AR, no hi han canvis en les primeres etapes de la malaltia o, com a molt, la radiografia pot mostrar osteopènia prop de la inflamació de les articulacions, els teixits tous i un espai articular més petit del normal. A mesura que avança la malaltia, pot haver-hi erosions òssies i subluxacions. També s'utilitzen altres tècniques d'imatge mèdica com la ressonància magnètica (RM) i l'ecografia.

### Anàlisis
Davant la sospita clínicament d'AR, se sol demanar el factor reumatoide (FR) i els anticossos antipèptids cíclics citrul·linats (anti-CCP).

## Tractament
No hi ha cura per l'AR, però els tractaments poden millorar els símptomes i reduir el progrés de la malaltia. El tractament modificador de la malaltia té els millors resultats quan es comença d'hora i de forma agressiva.
Els objectius del tractament són minimitzar els símptomes com el dolor i la inflor, evitar la deformitat òssia (per exemple, les erosions òssies visibles en les radiografies) i així poder mantenir les activitats de la vida diària.